# Hekanaht

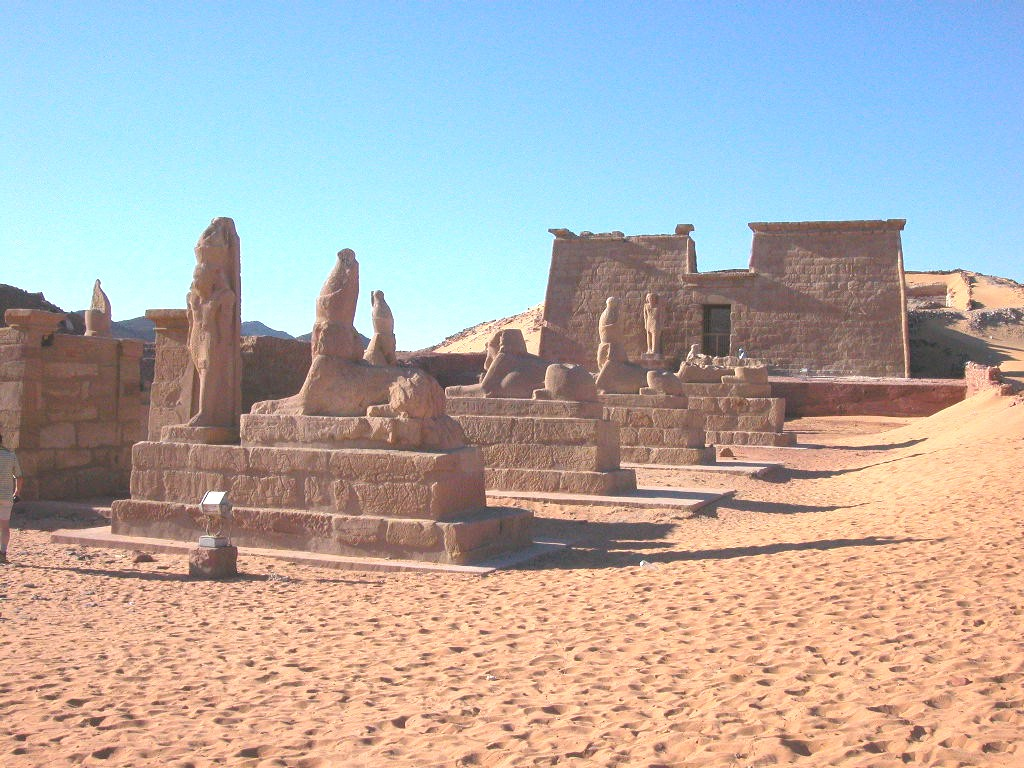
Szfinxek szegélyezte út Vádi esz-Szebua templománál

Hekanaht (ḥq3-nẖt) ókori egyiptomi tisztségviselő volt, Kús alkirálya a XIX. dinasztia idején, II. Ramszesz uralkodása alatt. További címei: „a déli földek felügyelője”, „legyezőhordozó a király jobbján”, „hírvivő minden földre”, „örökös herceg”, „királyi pecséthordozó”. Az alkirályi pozícióban Junit követte, és Ramszesz 26. uralkodási évéig töltötte be pozícióját; utódja Paszer volt. Felügyelte a núbiai Nílus-parti templomok (Vádi esz-Szebua, Gerf Husszein és Abu Szimbel templomai) építését.
Hekanaht említései:
- Asszuáni graffito – Hekanaht II. Ramszesz kártusát imádja.
- Szobor Kubanból, talapzatán áldozati formula – királyi áldozat Atumnak és Ozirisznek.
- Újrahasznosított kőtömb Kubanból, Hekanaht nevével.
- Az amadai templomban Hekanaht Ré-Harahtit dicsőíti.
- Egy Abu Szimbel-i sziklasztélén Nofertari királynét imádja áldozati felajánlások előtt. A sztélén II. Ramszesz és lánya, Meritamon is szerepel.
- Aksában egy ajtókereten szerepel a neve.
- Szerra Peniu, Tehket főnöke sztéléjén említi Hekanahttól kapott ajándékát.
- Amarában ábrázolják, amint II. Ramszeszt imádja.
- Abriban egy ajtókereten ábrázolják, amint a fáraót dicsőíti.

## Fordítás
- Ez a szócikk részben vagy egészben  a   Heqanakht című angol Wikipédia-szócikk ezen változatának fordításán alapul.  Az eredeti cikk szerkesztőit annak laptörténete sorolja fel. Ez a jelzés csupán a megfogalmazás eredetét és a szerzői jogokat jelzi, nem szolgál a cikkben szereplő információk forrásmegjelöléseként.